# Petre Antonescu
Petre Antonescu (n. 29 iunie 1873, Râmnicu Sărat – d. 22 aprilie 1965, București) a fost un  arhitect, pedagog, planificator urban, restaurator de monumente istorice și academician român, care s-a impus printre personalitățile de frunte ale școlii de arhitectură românească, marcând activitatea arhitecturală din prima jumătate a secolului al 20-lea prin promovarea unui stil arhitectural neo-românesc. În 1945 a fost ales membru titular al Academiei Române.

## Biografie
Petre Antonescu s-a născut la Râmnicu Sărat în anul 1873, unde a urmat și cursurile școlii primare, dar a terminat liceul la București. Inițial s-a înscris la Facultatea de Drept din București. Însă, în anul 1893 a plecat pentru a studia arhitectura la Paris. La Școala de Arte Frumoase (École des Beaux-Arts) pe care a absolvit-o în 1899 i-a avut profesori, printre alții, pe Julien Guadet și Edmond Paulin. Întors în țară, a început o rodnică activitate în învățământ, în domeniul conservării și restaurării monumentelor de arhitectură (fiind membru în Comisia monumentelor istorice), a planificării urbane a Capitalei României și, respectiv, a realizării unor lucrări de arhitectură.

## Opera
Petre Antonescu este autorul unor clădiri publice monumentale (palate administrative, bănci, ministere) și a unor locuințe, toate fiind clădiri la a căror  arhitectură a elaborat, aplicat și dezvoltat forme plastice arhitecturale viguroase, originale, dând o interpretare inedită formelor și elementelor arhitecturii românești vechi. 
Printre lucrările sale cele mai reprezentative se numără clădirea Primăriei Municipiului București, ridicată între anii 1906 și 1910 și completată în anii de după 1945, fosta clădire a Palatului administrativ din Craiova (1912 - 1913) și cea a Băncii de Investiții din București (1915 - 1923). 
În toate aceste clădiri monumentale, se întâlnesc numeroase interpretări originale și interesante ale pridvoarelor, loggiilor, ancadramentelor de ferestre și uși, brâielor și altor elemente ale arhitecturii tradiționale românești.  În același spirit au fost concepute și numeroase locuințe particulare din București, sector 1, Cișmigiu, printre care se pot aminti cele de pe străzile Apolodor și Dumbrava Roșie și Strada Ion Brezoianu, Victor Eftimiu, sau clădirile care adăposteau Muzeul Simu. 
Se remarcă și în aceste opere tendința de monumentalitate a arhitectului, controlată însă cu mult rafinament, pentru a nu conduce la exagerări.  O mare clădire cu apartamente, aflată pe Șoseaua Kiseleff la numărul 12, construită între cele două războaie mondiale, cu o fațadă îmbrăcată aproape complet în cărămidă aparentă, demonstrează cu virtuozitate adaptarea unor soluții plastice tradiționale pentru funcțiunile noi. 
Alături de interpretările arhitecturii românești, Petre Antonescu a reușit cu egală siguranță și măiestrie adaptarea într-un spirit contemporan a stilurilor istorice prezente în monumentala clădire a Facultății de Drept a Universității din București, zidită între anii 1933 și 1935.  Amplasată într-un generos spațiu verde, compoziția amplă, dominată de marea aulă centrală, desfășoară principii planimetrice și plastice de inspirație clasică, bine adaptate destinației ulterioare a structurii, dar ponderată din punctul de vedere al echilibrului compozițional. 

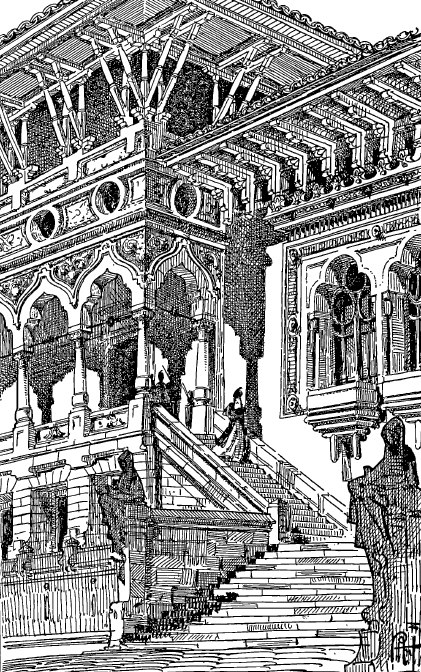
Studiu de arhitectură neoromânească, expus la Expoziția Tinerimii artistice din 1904
Palatul Ministerului Lucrărilor Publice (actuala primărie) din București (1906-1910), Bulevardul Regina Elisabeta 47
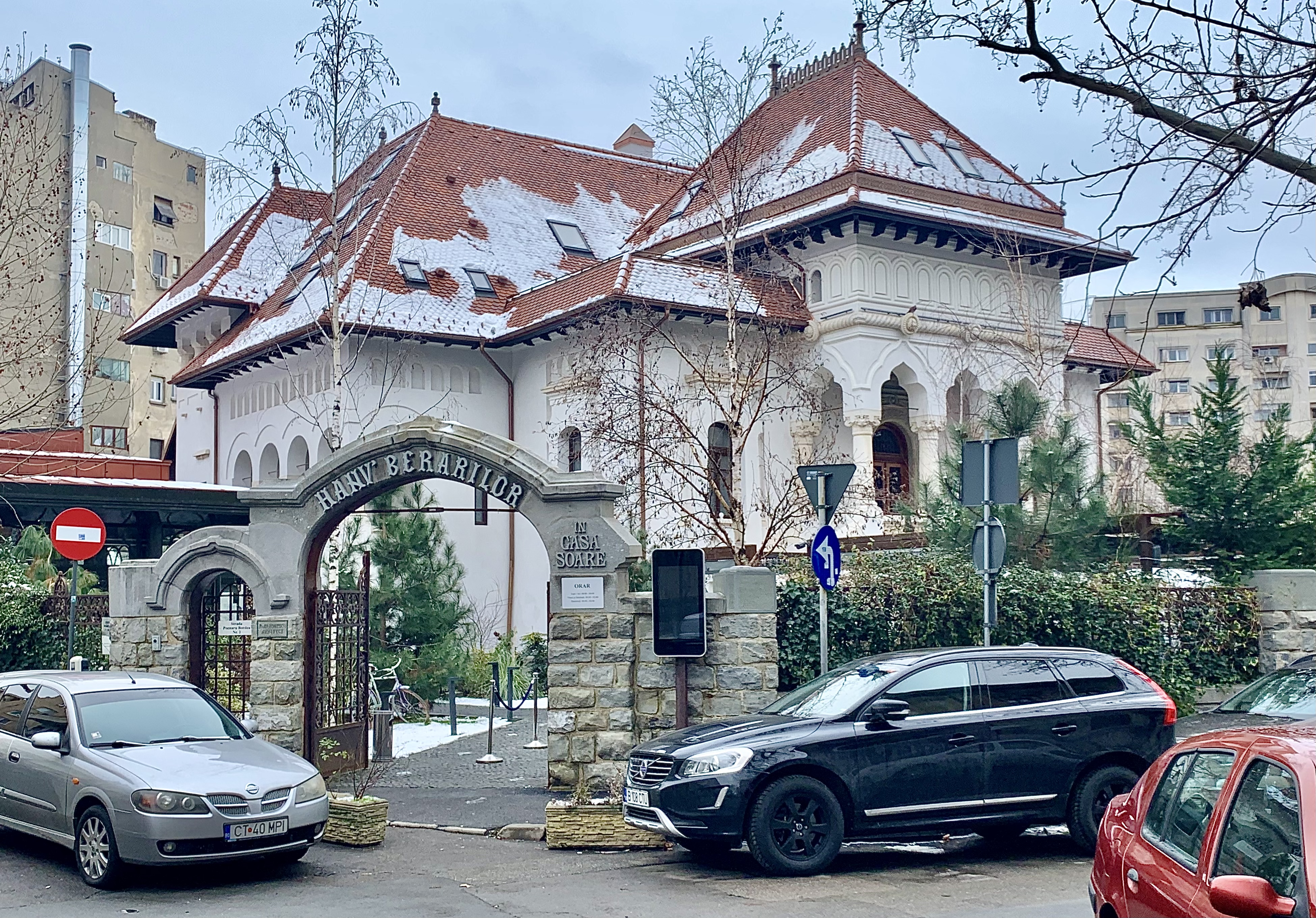
Casa Oprea Soare din București (1914), Strada Poenaru Bordea 2
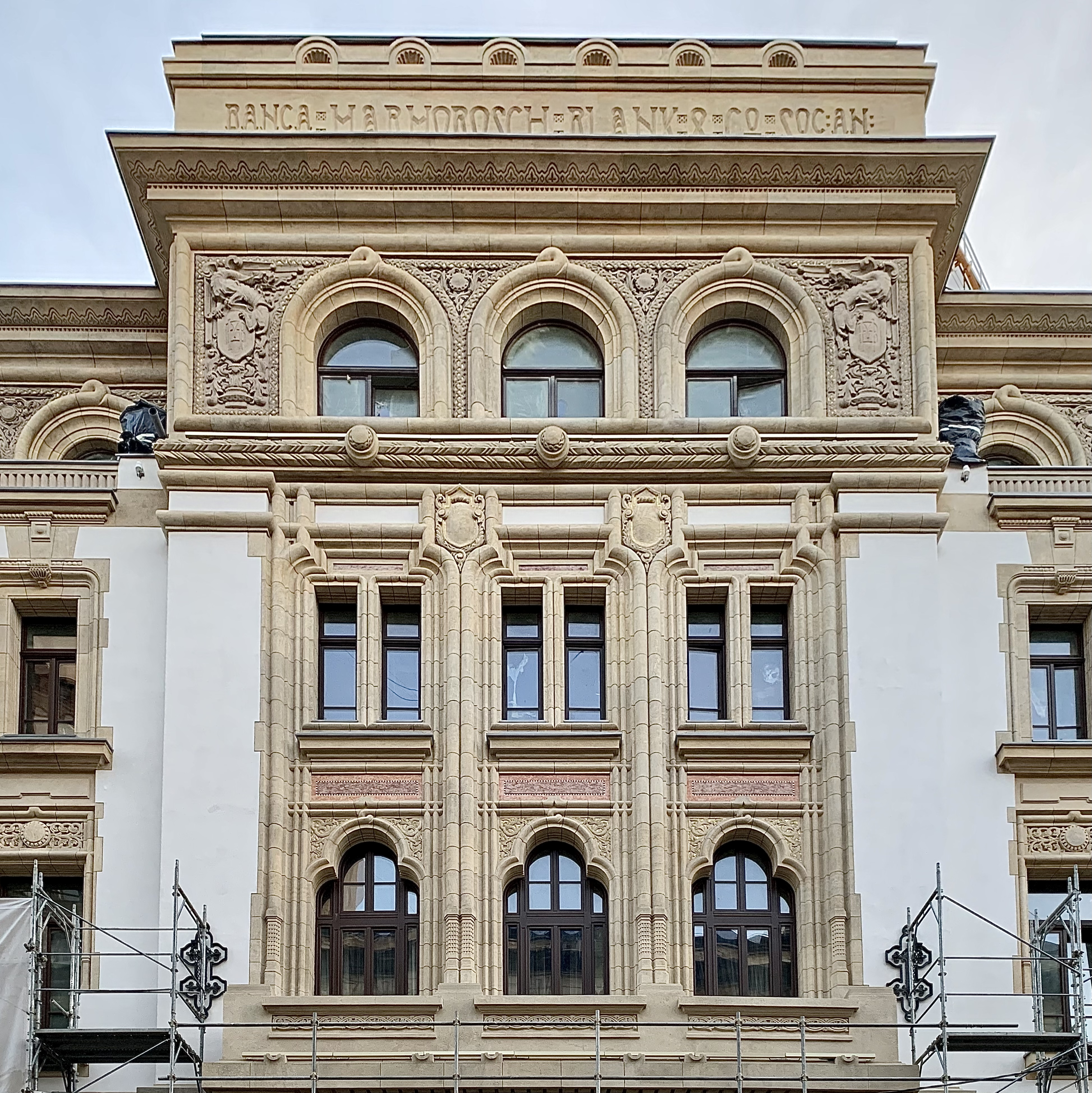
Parte a fațadei Palatului Băncii Marmorosch Blank din București (1915-1923), Strada Doamnei 2-6

### Arcul de Triumf

Placă comemorativă pe clădirea în care a trăit Petre Antonescu

Alături de numeroase clădiri având diferite funcțiuni sociale, Petre Antonescu este și arhitectul Arcului de Triumf, monument închinat Unirii Tuturor Românilor din 1918, inaugurat la 1 decembrie 1936 pentru a sărbători 18 ani de la eveniment.
Petre Antonescu a murit la București în 1965 la 91 ani.

## Clădiri
- Arcul de Triumf din București
- Palatul Primăriei Capitalei, Bulevardul Regina Elisabeta. București
- Palatul Navigației, strada Portului 34, Galați
- Casa Constantin I.C. (Dinu) Brătianu, Calea Dorobanților
- Casa Oprea Soare (fost restaurant Casa Bucur), București
- Palatul Băncii Marmorosch Blank, Str Doamnei, București
- Palatul Facultății de Drept, Bulevardul Regina Elisabeta, București
- Palatul Crețulescu, Bulevardul Știrbei Voda, București
- Hotel Triumf (1935), inițial fusese un imobil de locuințe pentru angajații B.N.R.
- Cazinoul Sinaia
- Hotel Palace din Sinaia
- Palatul de Justiție din Buzău
- Palatul Prefecturii din Botoșani în care se află actualul Muzeu Județean Botoșani
- Palatele de Justiție din Brăila
- Palatul Administrativ din Craiova
- Școala Română din Roma [8]
- Imobilul Societății Politehnica (Sediul AGIR), Calea Victoriei
- Palatul Arhivelor Naționale (dispărut, a fost amplasat în fosta curte a Mănăstirii Mihai Vodă)
- Cazinoul din Constanța (împreună cu Daniel Renard, 1904-1910)
- Institutul de Istorie „Nicolae Iorga”
- Casa dr. Ciru Iliescu Arhivat în 27 ianuarie 2018, la Wayback Machine. (1910) - „Lotizarea și Parcul Ioanid”; din anul 2010 este sediul Fundației Löwendal

## Premii și omagii
- 1945- Membru al Academiei Române
- 1952 - Premiul de Stat al României, pentru refacerea și supraetajarea Palatului fost al Ministerului Lucrărilor Publice
- 1964 - Premiul Național pentru Arhitectură